# RFID
RFID је скраћеница од Radio frequency identification (у слободном преводу — Идентификација путем радио фреквенције). RFID је систем даљинског слања и пријема података помоћу RFID плочица/одашиљача. RFID плочица је изузетно мали објекат који се може залепити или уградити у жељени производ. RFID плочице садрже у себи антену која им омогућава пријем и слање радио-таласа од RFID примопредајника.

## Историјаплочица
Као претеча RFID технологије узима се изум Лава Теремина, руског проналазача, који је 1945. конструисао шпијунски алат — врсту бубице која је користила енергију радио-таласа да би слала сигнале. Као такав, овај уређај није могао да буде детектован осим када је даљински напајан и ослушкиван. Таква конструкција давала му је и својство теоријски неограниченог века трајања.
Слична технологија коришћена од стране Британаца у Другом светском рату јесте IFF (Identification friend or foe) развијена 1939. и коришћена од стране савезника да идентификује авионе као савезничке и непријатељске коришћењем кодираних радарских сигнала и идентификационих тагова. Сврха ове технологије била је да се избегну напади између савезничких авиона као и напади на цивилне летелице, а остварене су и предности у погледу аутоматског информисања станица на земљи преко одзивног сигнала и боље координације.
У апликацијама за праћење, RFID се појавио 1980-их година и брзо задобио велику пажњу због своје способности да прати покретне објекте. Као префињена технологија, са неслућеним могућностима примене, он се стално развија и спектар могућих употреба ове технологије се стално шири.
Претпоставља се да је први истраживачки рад који је објављен дело Хари Стокман-а (Harry Stockmann) који је тај рад објавио 1948. године под насловом “Комуникација као одраз моћи”. Стокман је већ тада предвидео да до широке примене RFID плочица предстоји дуг и мукотрпан рад на истраживању и развоју на пољу радио фреквенционих комуникација. И као што смо видели било је потребно више од 30 година да би RFID плочице заживеле у пракси.

## Развојтехнологије
Проблем који се данас настоји решити увођењем нове технологије је — како пратити јединствени производ од његовог настанка до крајњег потрошача. Стандардни бар-код идентификује само произвођача и производ, али не и јединствени артикал. Бар-код на омоту чоколаде је исти на сваком омоту исте врсте чоколаде, па је немогуће путем самог бар-кода издвојити тачно одређени производ. RFID транспондер, напротив, носи идентификатор — серијски број јединствен само за тај специфични производ.
Апликације где је потребна сигурна и јединствена идентификација те дуготрајност и изузетна отпорност идентификатора на разне специфичне утицаје околине, а није потребна директна видљивост, идеалне су за примену  технологије. У већини окружења, RFID постиже 99,5% до 100% очитања у првом скенирању. Такође RFID је без покретних делова или оптичких компоненти, одржавање је далеко једноставније. RFID његова примена и стандардизација су још увек у почетној фази. За сада RFID не мора у потпуности заменити постојећи систем идентификације и праћења заснован на бар-коду, али га може успешно допуњавати.
RFID систем
Неколико различитих категорија система претпоставља различиту опрему:
- — систем за електронско праћење артикала је потребан транспондер са само једним битом меморије. То је довољно за детекцију присутности производа. Овакви се системи сусрећу у трговинама где је сваки артикал означен, а читач-антена смештен је на излазу.
- Систем мобилног прикупљања података. Систем претпоставља коришћење ручних преносних терминала с интегрисаним RFID читачем, а према потреби и читачем бар-кода. Добар пример је преносни ласерски терминал за прикупљање података, с интегрисаним читачима за обе технологије. Такав уређај омогућује и уписивање нових података у апликацији где се користе Читај / Пиши транспондери, а може имати велику меморију за чување прикупљених података.
- Мрежни систем се обично састоји од фиксних читача, смештених тако да могу читати информације с транспондера који поред њих пролазе. Ти транспондери могу бити учвршћени на неки објекат, производ или на одећу особља неке установе, зависно од примене. Читачи су спојени путем мреже на систем управљања информацијама и омогућавају контролу у реалном времену.
- У систему за позиционирање транспондери се користе за аутоматско лоцирање и навигацију за вођена возила. Читачи су смештени на возила и повезани с рачунаром, а транспондери (опремљени информацијом о локацији) причвршћени су дуж пута којим се возила морају кретати.

## Какосистем ради
Осим носилаца информације, RFID систем захтева и средство којим ће те информације бити прочитане, и затим пренесене рачунару односно информационом систему. Наравно, део система мора бити и начин којим ће се унети или програмирати транспондери ако то није већ учињено у тренутку њихове производње.
RFID уређај (читач, односно терминал за прикупљање информација) користи радио трансмисију за слање енергије транспондеру (RFID Таг) који онда емитује повратну информацију: јединствени идентификациони код и/или низ података, раније смештени у самом транспондеру. Тако прикупљене податке, као и у случају бар-кода, могуће је даље обрађивати.

## Транспондер
Реч транспондер изведена је од термина transmitter/responder, према функцији тог уређаја који на трансмисију читача одговара (respond) податком. Основне компоненте транспондера су микрочип и антена, заливени у кућиште отпорно на утицај околине.
Неколико карактеристика разврставају RFID транспондере у различите групе: 
- начин односно средство напајања,
- способност чувања података,
- односно опције програмирања,
- радна фреквенција и с тиме у вези
- опсег (удаљеност) читања,
- физички облик и на крају

цена. Физички, уопштене су категорије:
- транспондер (таг)
- "смарт" налепнице
- плочица (ПЦБ)

Носилац информације у облику транспондера, налепнице, или ПЦБ-а обично се поставља на објект, амбалажу, палету, контејнер или чак на сам производ, тако да може путовати с њиме и на сваком кораку га идентификовати. Подаци у транспондеру могу бити разноврсни — свакако ће идентификовати: 
- производ на траци,
- робу у транзиту,
- локацију,
- возило, такође и
- животињу или особу, али могу представљати и инструкције о даљим поступцима

### транспондер (таг)
Транспондери се производе у врло различитим облицима, величинама, с различитим капацитетима меморије и способностима "преживљавања" у околини. RFID транспондер може бити довољно мален да се смести под кожу животиње, може бити уобличен као ексер или шраф за означавање дрвене грађе или у облику кредитне картице за коришћење у апликацијама контроле приступа. 
Велики пластични привесци за спречавање крађе прикачене за одећу у трговинама такође су RFID транспондери, а слични су и врло отпорни транспондери у облику блока којима се означавају контејнери у интерним процесима производње, или радне машине и камиони у сврху праћења и одржавања. Готово сви су заштићени неком врстом кућишта од удараца, хемикалија, влаге и прашине.

### ПЦБ
ПЦБ плочица (Printed Circuit Board) је намењена уградњи у производ или амбалажу. Предности јој је нижа цена и способност подношења услова околине које RFID налепнице не би поднеле.

## налепнице
Бар-код као технологија аутоматске идентификације у употреби је већ деценијама и врло је добро прихваћен. Ипак, једном одштампане, бар-код налепнице не могу више бити промењене, а да би је скенер прочитао мора бити у видљивом домету скенера. Нова генерација "паметних" (смарт) налепница опремљена је RFID технологијом и надилази нека ограничења традиционалног бар-кода. Интегрисани електронски склоп садржи дигиталну меморију и може бити програмиран или ре-програмиран коришћењем радио-таласа. Смарт налепнице имају очигледну предност пред традиционалним бар-код налепницама у апликацијама где је потребна комбинација ефикасности читања и визуелна, људском оку разумљива информација. Транспондери могу имати различите капацитете меморије, способности "писања и читања", изворе енергије, разне радне фреквенције.

## Читање и записивање на транспондер
Три су могућности подржане RFID технологијом, а зависе о типу меморије транспондера:
- – само читање транспондера који у процесу производње добија свој јединствени серијски број. Једном смештена информација не може се мењати.
- – корисник сам програмира меморију транспондера, али податак може уписати само први пут, након чега он остаје перманентно похрањен.
- – корисник може много пута уписати информацију на транспондер. Read-write транспондери обично имају серијски број који се не може избрисати, а подаци који се уписују, додају се томе. Read-write транспондери су корисни у комплекснијим апликацијама, али будући скупљи, нису практични за означавање јефтиних производа.

Извор напајања транспондера
Транспондери за рад требају енергију, иако у изузетно малим количинама (мери се у микро или миливатима).
- Пасивни транспондер нема сопствено напајање, енергију добија искључиво путем РФ емисије од читача. Мањи је, лаганији, јефтинији од “активног” транспондера и има практично неограничен животни век. Недостатак му је мањи домет преноса сигнала. Капацитет меморисања података му је такође слабија страна, као и мања отпорност на електромагнетску буку у окружењу. Од 2004. године пасивне RFID плочице су доступне И у малим форматима 0.4mm x 0.4mm а тање су од обичног листа папира, такав уређаје практично невидљив.
- Полу-пасивни транспондер има батерију којом напаја чип, али за комуникацију користи енергију читача.
- Активни транспондер има своје напајање – батерију с ограниченим веком трајања, типично неколико година зависно о условима околине и коришћењу. Неки типови активних транспондера могу имати и замењиву батерију. Скупљи су и већи, али имају већи домет трансмисије сигнала, бољи имунитет на шум и бржу трансмисију података у подручју високе фреквенције. Обично могу функционисати у врло великом распону температура од -50 °C до +70 °C. Активни и полу-пасивни транспондери су корисни за праћење вредне робе или објеката о којима се информација мора прочитати издалека, но они могу бити два до три пута скупљи од пасивних транспондера. Пасивни УХФ транспондери морају бити прочитани с мање удаљености, али су јефтинији и могу се бацити заједно с амбалажом производа.

## Радне фреквенције транспондера
Транспондери комуницирају с читачем путем радио-таласа. Радио-таласи су део електромагнетског спектра за који у свакој држави постоји законска регулатива. Проблем с RFID комуникацијом је у томе што су у различитим земљама света делови спектра различито расподељени према намени. Значи, транспондер који ради на 915 MHz у једном делу света, ће бити неупотребљив негде друго, где је то фреквенцијско подручје намењено каквој другој апликацији.
Свака држава управља фреквенцијама у складу с регулативом трију постојећих подручја: Европа и Африка представљају Регион 1, Северна и Јужна Америка Регион 2, а Аустралија и Азија Регију 3. Постоји иницијатива за постизање одређеног степена слагања у погледу кориштења фреквенцијских подручја до 2010. године, али их је тренутно за примену  технологије врло мало доступно на глобалном нивоу.
Али, чак и да постоји одређено фреквенцијско подручје у свакој земљи на свету, било би лоше ограничити употребу RFID технологије само на то подручје. Различите фреквенције имају различите карактеристике које их чине корисним у сасвим одређеним апликацијама. На пример, транспондери ниске фреквенције су јефтинији од УХФ транспондера, троше мање енергије и имају већу способност емитовања сигнала кроз разне материјале. Зато су погодни за означавање објеката с високим процентом воде, на малим удаљеностима. С друге стране, УХФ транспондери (ултра високе фреквенције) имају већи домет и бржи проток података, уз већу потрошњу енергије и слабију трансмисију кроз материјале. Због тих својстава, погоднији су за скенирање транспортних кутија на улазу или излазу из складишта.
Уопштено, RFID системи се класификују у три фреквенциона подручја. Свако има своје карактеристике и типично подручје примене:
- , а најчешће 125 kHz, најкраћег домета сигнала и најмање брзине очитавања и преноса;
- , а најчешће 13,56 MHz, кратког до средњег домета сигнала, средње брзине очитавања и преноса; Постоји и систем стандардизације: ИСО 15693 представља стандард за чипове и читаче који раде на фреквенцији од 13,56 MHz.
- – раде у распону од 433 - 915 MHz, и 2,45 GHz, највећег домета сигнала (под FCC регулативом), веће брзине преноса. Код ових транспондера не сме бити препреке између читача и транспондера - UHF радио-талас не продире тако добро кроз материјале и захтева више енергије за трансмисију у датом опсегу него талас ниже фреквенције. Три су најчешће фреквенције (као представници ових група) 125 kHz, 13,56 MHz и 2,45 GHz. Већина земаља користи 125 kHz или 134 kHz подручје за системе ниске фреквенције, и 13,56 MHz за системе високе фреквенције.

Брзина очитавања и преноса податка је повезана с фреквенцијом. Што је виша фреквенција то је бржи пренос. Тај податак је значајан у планирању RFID система, посебно тамо где ће транспондер брзо пролазити кроз зону очитавања. О фреквенцијском подручју донекле зависи и домет сигнала транспондера. Има и других фактора – снага читача, интерференција коју стварају објекти у околини (посебно метални) и други РФ уређаји. Обично, домет пасивних транспондера (без батерија) ниске фреквенције је 30 cm или мање, транспондере високе фреквенције могуће је прочитати с удаљености око 90 cm или мање, а УХФ транспондере с 3 до 6 m. Тамо где је потребан већи домет користе се активни транспондери који остварују и већи домет сигнала.

## Меморијски капацитет транспондера
Транспондер може имати и само један бит – на пример, систем за електрично праћење артикала (ЕАС) у трговини треба само тај један бит да би покренуо аларм једном кад је побуђен у пољу читача. Такви транспондери су корисни и тамо где се артикли броје. За чување серијског броја, по могућности заједно с контролним битовима довољно је 128 бита. Серијски, односно идентификациони број може уписати произвођач или сам корисник унутар своје апликације. Већи капацитети меморије, до 512 бита, увек су програмабилни – осим саме идентификације корисник може уписати разне податке о означеном објекту, упуте за даље поступке у неком процесу или резултате ранијих акција над објектом.
Транспондери с 64 килобита меморије обично носе датотеке с подацима организованим у поља која се могу селектовати током процеса читања. За већину апликација довољан је 96-битни серијски број, а транспондер ће на крају пута производа који је њиме означен ионако бити одбачен. Чињеница је да је цена једноставнијих транспондера нижа, па је јасно да ће највећи број носиоца информације бити управо тог типа.

## Читач/Интерогатор
читачи (често се наилази и на термин интерогатор) прилично се разликују по комплексности, што зависи од типу транспондера с којима ради и о функцијама које мора имати. Њихов задатак је комуникација с транспондерима и пренос података даље, до рачунара. Функције читача могу бити и провера и исправљање грешака. Кад је сигнал транспондера примљен и декодиран, према Command Response протоколу, читач ће на поновљено слање сигнала одговорити инструкцијом транспондеру да престане емитовати. Овај се протокол користи за решавање проблема који се могу појавити код читања бројних транспондера у кратком времену. Разне технике се и даље развијају како би се побољшао поступак очитавања, па читачи могу регистровати више транспондера истовремено.

## Подручја применетехнологије
Примјену RFID технологије можемо замислити у било којем подручју људског дјеловања где се барата подацима. Тренутно се RFID највише сусреће у транспорту и логистици, производњи и контроли. Неки су примери означавање животиња у узгоју, праћење производа у ланцу набавке, контејнера који се поновно користе, делова који се крећу кроз погон у производном ланцу, праћење поштанских пошиљака и пртљага у авио-превозу, наплата путарине и паркинга, контрола приступа возилима, затим ЕАС апликације у трговинама, заштита вредних предмета од крађе, праћење основних средстава. Контрола улаза и радног времена је још једна типична апликација, и сигурносна контрола приступа одређеним локацијама.